# British Rail Clase 03
La British Rail Clase 03 fue, junto con la similar Clase 04, una de las locomotoras diésel de maniobras 0-6-0 más exitosas de la compañía que figura en su nombre, British Rail. Se construyeron 230 unidades en los Talleres de Doncaster y en los de Swindon entre 1957 y 1962, y se numeraron D2000-D2199 y D2370-D2399 (posteriormente 03004 a 03399). Las unidades D2370 y D2371 se utilizaron como locomotoras departamentales y originalmente estaban numeradas como 91 y 92 respectivamente.

## Historia
Al igual que otras locomotoras de maniobras de este tamaño, la Clase 03 se construyó para tareas ligeras en las que no se necesitaban máquinas más grandes, especialmente para maniobras en depósitos de locomotoras y vagones, o donde no se podían usar locomotoras más grandes o pesadas. La reducción con el paso del tiempo de la demanda de locomotoras de maniobra hizo que a partir de 1968 se retiraran progresivamente, vendiéndose muchas a la industria privada. Sin embargo, algunas permanecieron en servicio mucho más tiempo, con dos ejemplos en la Isla de Wight en servicio hasta 1993 (las unidades exportadas a otros países de Europa se habían retirado en 1987).
En 1998, una de las locomotoras de la Isla de Wight, la 03179, fue reutilizada por la compañía West Anglia Great Northern para su servicio en sus cocheras de Hornsey. Se llamó "Clive" en honor a un empleado del depósito. No se equipó con el sistema de alarma y protección de trenes y, por lo tanto, se limitó al depósito desde 2002. Posteriormente fue operada por First Capital Connect hasta que se retiró en 2008. En 2016 fue vendida por el Govia Thameslink Railway al Rushden, Higham and Wellingborough Railway.

## Detalles técnicos
El motor es un Gardner 8L3 de 8 cilindros, 4 tiempos y 204 HP (152,1 kW), conectado a una transmisión Wilson-Drewry CA5 R7, con engranajes planetarios y 5 velocidades; y con retroceso de bisel en espiral RF11. La conducción se realiza a través de un eje intermedio montado debajo de la cabina, que conduce las ruedas a través de bielas de acoplamiento.
Durante su etapa posterior, algunas locomotoras se equiparon con frenos duales (de aire y de vacío). Estas unidades fueron la 03059, 03063, 03073, 03078, 03084, 03086, 03089, 03094, 03112, 03152, 03158, 03162, 03179, 03180, 03371, 03397 y 03399.

## Operación

### Desvío
Originalmente, los Clase 03 se usaban a menudo donde sus características de distancia entre ejes corta y peso ligero les permitían operar donde otras máquinas más pesadas no podían prestar servicio. En líneas como la de Ipswich dock, las restricciones de peso del puente impidieron que funcionaran las omnipresentes locomotoras Clase 08. Otro uso común fue como piloto de estación, generalmente acoplada a un vagón para las maniobras, con el fin de asegurar el funcionamiento de los circuitos de vía que no siempre registraban el paso de las 03 debido a su corta distancia entre ejes.
Hacia 1979, las operaciones de la Clase 03 incluían:
- Funciones de remolque en las cocheras de Hull Botanic Gardens y de Bradford Hammerton Street
- Muelles en Ipswich, King's Lynn y Poplar (Londres)
- Viajes de carga en la sucursal de Team Valley (Gateshead) y la línea de Gwendraeth Valley
- Maniobras en el haz de vías de Boston, haces superior e inferior de Ipswich, vías de ingeniería en Lincoln y el haz de vías de Tweedmouth, cerca de Berwick-upon-Tweed
- Locomotora de repuesto en espera en Boston y King's Lynn
- Fuerza motriz en el ramal de mercancías de Kirkley en Lowestoft
- Funciones de piloto de estación en Bradford Exchange, Hull Paragon, Ipswich, Newcastle Central, Norwich Thorpe y Sunderland

### Traslado de pasajeros
A pesar del alcance limitado para el uso de una locomotora tan pequeña en las tareas de pasajeros de una línea principal, realizó algunos cometidos de este tipo. A principios de la década de 1970, las máquinas de la Clase 03 de la Región Sur trabajaron en las islas del Canal para trasladar composiciones a través de las calles hasta el puerto con hasta los ferris, desplazando a las últimas máquinas de vapor con depósito incorporado del tipo GWR Clase 1366 0-6-0. En 1980 se reservó una clase 03 en Ipswich para remolcar el tren Peterborough - Liverpool Street de las 23:20 a la parte trasera del tren Norwich - Liverpool Street de las de las 23:45. Además, de acuerdo con el Museo del Ferrocarril de Mangapps, la máquina 03089 una vez transportó un expreso Blackpool a Scarborough en la Línea de York a Scarborough desde la Malton a Scarborough.

### Línea de Burry Port y del Valle de Gwendraeth
Se reconstruyeron varias máquinas con cabinas rebajadas para trabajar en la Línea de Burry Port y del Valle de Gwendraeth, ya que había varios puentes bajos en la línea que impedían el uso de locomotoras de altura normal.
Las unidades modificadas fueron las correspondientes a los números 03119, 03120, 03141, 03142, 03144, 03145, 03151, y 03152, con la adición posterior de la 03382 (ex-Bristol). Sus funciones incluían maniobras (por ejemplo en Burry Port) y transporte de trenes llenos de carbón desde las minas del valle. Para este último cometido, a veces trabajaban con tres locomotoras.
Fueron reemplazadas por las locomotoras Clase 08/9, que también se adaptaron para reducir su altura. Se han conservado varias locomotoras desmontadas.
Las locomotoras de remolque de la Isla de Wight, números 03079 y 03179, también se reconstruyeron con cabinas recortadas, para permitirles pasar por un túnel de gálibo reducido existente en Ryde.

## Conservación
Cincuenta y seis miembros de la clase sobreviven en la preservación.
Los números de locomotoras en negrita significan su número actual.
| Número TOPS | Pre-TOPS | Número original | Imagen                                 | Localización actual | Uso industrial | Notas                  |
| ----------- | -------- | --------------- | -------------------------------------- | --- | --- | ---------------------- |
| 03018       | D2018    | 11205           |                                        | Museo del Ferrocarril de Mangapps | En el depósito de chatarra de Cohen, Cransley, Kettering hasta el 20/9/1980 y en el depósito de chatarra de Cohen en Willesden desde el 28/3/1981. Luego a 600 Ferrous Fragmentisers Ltd., Willesden. | [ 13 ]                 |
| 03020       | D2020    | 11207           |                                        | Lavender Line | A. King & Sons (comerciantes de metales), depósito de chatarra de Knappetts, Newmarket | [ 14 ]                 |
| 03022       | D2022    | 11209           |                                        | Swindon and Cricklade Railway | |                        |
| [ 15 ]      |          |                 |                                        | | |                        |
| D2023       |          |                 | Kent & East Sussex Railway             | Autoridad del Muelle de Tees y Hartlepool (1972-1980) | [ 16 ] |                        |
| D2024       |          |                 | Kent & East Sussex Railway             | Autoridad del Muelle de Tees y Hartlepool (1972-1980) | [ 17 ] |                        |
| 03027       | D2027    |                 |                                        | Heritage Shunters Trust | Shipbreakers (Queenborough) Ltd. Desguace de Queenborough Wharf | [ 18 ]                 |
| 03037       | D2037    |                 |                                        | Royal Deeside Railway | NCB, Punto de eliminación de British Oak | [ 19 ]                 |
| D2041       |          |                 | Colne Valley Railway                   | Central eléctrica de Richborough (1970) Central eléctrica de Rye House (1971) Central eléctrica de Barking (1971) Central eléctrica de Rye House (1974-1981) | [ 20 ] |                        |
| D2051       |          |                 | North Norfolk Railway                  | Ford Dagenham (06 / 1973-04 / 1997) | [ 21 ] |                        |
| 03059       | D2059    |                 |                                        | Isle of Wight Steam Railway | Se utiliza como máquina de propósito general y también para complementar cualquier locomotora averiada. La D2059 llegó a la isla durante las obras de electrificación de la Island Line y permaneció en uso por British Rail en el Ryde Traincare Depot hasta 1988, cuando fue transferida al ferrocarril de vapor de la Isla de Wight. La D2059 es apodada cariñosamente "Edward" por el personal del ferrocarril de vapor de la Isla de Wight.                                                                                 | [ 23 ]                 |
| 03062       | D2062    |                 |                                        | East Lancashire Railway | |                        |
| [ 24 ]      |          |                 |                                        | | |                        |
| 03063       | D2063    |                 |                                        | North Norfolk Railway | |                        |
| [ 25 ]      |          |                 |                                        | | |                        |
| 03066       | D2066    |                 |                                        | Barrow Hill Engine Shed | |                        |
| [ 26 ]      |          |                 |                                        | | |                        |
| 03069       | D2069    |                 |                                        | Vale of Berkeley Railway, Gloucestershire. | Vic Berry, Leicester, incluso trabajó en Vic Berry's Scrapyard hasta que se vendió para su conservación en 1991. | [ 28 ]                 |
| 03072       | D2072    |                 |                                        | Ferrocarril de Lakeside y Haverthwaite | |                        |
| [ 29 ]      |          |                 |                                        | | |                        |
| 03073       | D2073    |                 |                                        | Crewe Heritage Centre | Se utiliza para maniobras ocasionales de locomotoras y viajes en un vagón de freno a los visitantes del centro del patrimonio. | [ 30 ] [ nb 1 ]        |
| 03078       | D2078    |                 | Class 03 No.03078                      | North Tyneside Steam Railway | Estación Central de Newcastle, utilizada como piloto de estación. | [ 33 ]                 |
| 03079       | D2079    |                 |                                        | Derwent Valley Light Railway | Trabajó en Gateshead antes de mudarse a la Isla de Wight junto con la 03179. Esta locomotora tiene una cabina recortada debido a los túneles bajos en Ryde. Retirada en 1996. | [ 34 ] [ 35 ]          |
| 03081       | D2081    |                 |                                        | Museo del Ferrocarril de Mangapps | |                        |
| 03084       | D2084    |                 |                                        | West Coast Railways, Carnforth | Vendida por el Lincolnshire Wolds Railway en 2010 o 2011. | [ 36 ]                 |
| 03089       | D2089    |                 |                                        | Museo del Ferrocarril de Mangapps | |                        |
| 03090       | D2090    |                 |                                        | Locomotion | Parte de la National Collection | [ 37 ]                 |
| D2094       |          |                 | Royal Deeside Railway                  | TBA | [ 38 ] |                        |
| 03099       | D2099    |                 |                                        | Heritage Shunters Trust | NCB, Planta de coque de Monkton | [ 39 ]                 |
| 03112       | D2112    |                 |                                        | Rother Valley Railway | |                        |
|             |          |                 |                                        | | |                        |
| 03113       | D2113    |                 |                                        | Heritage Shunters Trust | La D2113 pasó todo su vida útil en York (50A), se vendió a Gulf Oil en Milford Haven al retirarse del servicio de BR en agosto de 1975 como 03113. Durante varios años, después de convertirse en un excedente de la refinería de Gulf, se exhibió, junto con un vagón de petróleo de cuatro ruedas, en Milford Haven Harbour. Ahora es conservada por Heritage Shunters Trust en Rowsley en Derbyshire, y pudo circular después de la restauración completa durante 2011.                                                       | Número 8               |
| D2117       |          |                 | Ferrocarril de Lakeside y Haverthwaite | | [ 41 ] |                        |
| D2118       |          |                 | Gran Ferrocarril Central (Nottingham)  | Trabajó en Anglian Building Products, Lenwade, Norfolk desde agosto de 1973, y luego en Dow-Mac cerca de Stamford desde diciembre de 1993. | [ 42 ] |                        |
| 03119       | D2119    |                 |                                        | Epping Ongar Railway | | [ 43 ]                 |
| D2120       |          |                 | Fawley Hill Railway, Buckingamshire    | | [ 44 ] |                        |
| 03901       | D2128    |                 |                                        | Somerset and Dorset Railway at Midsomer Norton | Vendida como chatarra a Birds, Long Marston, donde le quitaron el motor y el acoplamiento y luego se exportó a Bélgica, donde se equipó con el motor refrigerado por aire Deutz V12, la bomba hidráulica VM y el motor en la caja de cambios original. Repatriada y operada en el Peak Rail. Después fue desplazada a Dean Forest, donde se almacenó incompleta. Se trasladó a Scunthorpe en 2009, donde se reacondicionó con un motor Cummins de 14 litros, transmisión hidráulica y se renumeró 03901 para reflejar el cambio. | [ 45 ] [ 46 ]          |
| D2133       |          |                 | West Somerset Railway                  | Trabajó en la fábrica Bridgwater de Cellophane en la década de 1970, antes de su conservación. | [ 47 ] |                        |
| D2134       |          |                 | Royal Deeside Railway                  | Estuvo en Bélgica entre 1976 y 1993, desde entonces ha sido repatriada al Reino Unido. | [ 48 ] |                        |
| D2138       |          |                 | Midland Heritage Railway               | Utilizada en Pye Hill Colliery entre 1969 y 1984, antes de su conservación. | [ 49 ] |                        |
| D2139       |          |                 | Heritage Shunters Trust                | NCB, Planta de coque Coed Ely | [ 50 ] |                        |
| 03141       | D2141    |                 |                                        | Pontypool and Blaenavon Railway | | [ 51 ]                 |
| 03144       | D2144    |                 |                                        | Wensleydale Railway | | [ 52 ]                 |
| 03145       | D2145    |                 |                                        | D2578 Locomotive Group, Moreton Business Park | | [ 53 ]                 |
| D2148       |          |                 | Ribble Steam Railway                   | NCB, Punto de disposición de Bowers Row | [ 54 ] |                        |
| D2152       |          |                 | Swindon & Cricklade Railway            | | Variante con cabina rebajada |                        |
| 03158       | D2158    |                 |                                        | Museo del Ferrocarril de Mangapps | | [ 56 ]                 |
| 03162       | D2162    |                 |                                        | Ferrocarril de Llangollen | | [ 58 ] [ nb 2 ]        |
| 03170       | D2170    |                 |                                        | Epping Ongar Railway | Fue propiedad de Otis Euro Transrail entre 1989-1999 y más tarde estuvo presente en la Línea de Battlefield | [ 62 ] [ 63 ] [ nb 3 ] |
| D2178       |          |                 | Gwili Railway                          | NCB, Planta de coque Coed Ely | [ 65 ] |                        |
| 03179       | D2179    |                 |                                        | Rushden, Higham and Wellingborough Railway | Trabajó en la Isla de Wight junto con la 03079. Esta locomotora (03179 Clive) tiene una cabina reducida debido a los túneles bajos en Ryde. Esta máquina fue la última 03 en trabajar para una empresa principal, antes de ser conservada. También fue notable su ceremonia de denominación en Estación de Kings Cross. |                        |
| D2180       |          |                 | Battlefield Line                       | | [ 67 ] |                        |
| D2182       |          |                 | Gloucestershire Warwickshire Railway   | | [ 68 ] |                        |
| D2184       |          |                 | Colne Valley Railway                   | NCB, Depósito de concentración de carbón de Southend | [ 70 ] |                        |
| 03189       | D2189    |                 |                                        | Ribble Steam Railway | | [ 71 ]                 |
| 03192       | D2192    |                 |                                        | Ferrocarril de Vapor de Dartmouth | | [ 72 ]                 |
| 03196       | D2196    |                 |                                        | West Coast Railways, Carnforth | | [ 73 ] [ nb 4 ]        |
| 03197       | D2197    |                 |                                        | Museo del Ferrocarril de Mangapps | Anteriormente estuvo en el Mid Norfolk Railway para ayudar a construir los nuevos revestimientos del pozo de lastre de Kimberley. Sin embargo, se trasladó a Museo del Ferrocarril de Mangapps en agosto de 2019 y volvió a Mid Norfolk Railway en febrero de 2020. | [ 74 ]                 |
| D2199       |          |                 | Heritage Shunters Trust                | Vendida a National Coal Board en 1974 después de ser revisada y equipada con frenos neumáticos en Doncaster Works. Trabajó en Rockingham, North Gawber y Royston hasta que la colocaron en el depósito de Monkton en 1984. Estuvo contratada por Eurotunnel en Cheriton Depot. Luego fue cedida a Hanson Aggregates, Machen Quarry cerca de Newport 2003 (?) - 2006 | [ 75 ] [ 76 ] |                        |
| 03371       | D2371    | Departmental 92 |                                        | Dartmouth Steam Railway | | [ 77 ]                 |
| D2381       |          |                 | West Coast Railways, Carnforth         | | [ 78 ] |                        |
| 03399       | D2399    |                 |                                        | Museo del Ferrocarril de Mangapps | | [ 79 ]                 |

## Modelismo ferroviario
Las compañías Mainline Railways y Replica ofrecieron sendos modelos de la BR Clase 03 a escala OO. Mainline Railways introdujo sus Clase 03 de ancho OO en 1983; una en BR verde y la 03382 en BR azul. El utillaje original para fabricar el modelo utilizado por Mainline luego pasó a Bachmann. Cuando la empresa tomó la decisión de producir la Clase 04 en su lugar, se modificaron algunos procesos de fabricación, pero se conservó la disposición de potencia del chasis dividido. Sin embargo, Bachmann anunció más adelante que volvería a introducir nuevas variantes de la 03 en la escala OO, incluida una edición especial de los prototipos de la Isla de Wight.
La empresa Graham Farish ofrece actualmente un modelo a escala N británica. Los modelos anteriores han incluido el D2388 en color verde BR y el 03066 en color azul BR.
Heljan ofrece actualmente un modelo en Escala 0 (7 mm), que está disponible en verde BR o en azul raíl con chevrones.

## Lecturas relacionadas
- Heavyside, Tom (April 2010). «Birkenhead Class 03s». BackTrack (Pendragon Publishing) 24 (4). ISSN 0955-5382.
- Nicolle, Barry (May 1986). «Swindon's last 03». Rail Enthusiast (Emap) (56): 9-11. ISSN 0262-561X. OCLC 49957965.
- «Readers' round-up». Rail Enthusiast (Emap National Publications): 50. February–March 1982. ISSN 0262-561X. OCLC 49957965.
- «Readers' round-up». Rail Enthusiast (Emap National Publications): 50. June 1982. ISSN 0262-561X. OCLC 49957965.
- «Readers' round-up». Rail Enthusiast (Emap National Publications): 54. October 1982. ISSN 0262-561X. OCLC 49957965.
- «Isle of Wight offers two Class 03 shunters for sale». Rail (Emap Apex Publications) (326): 64. 11–24 March 1998. ISSN 0953-4563. OCLC 49953699.
- «Ex-Norwich Class 03 revived in black livery». Rail (Emap Apex Publications) (339): 57. 9–22 September 1998. ISSN 0953-4563. OCLC 49953699.